# Ensemble vocal Stéphane Caillat
L'Ensemble vocal Stéphane Caillat est un chœur français créé en 1954 par le chef de chœur Stéphane Caillat, actif jusqu'en 2010.

## Historique
L'Ensemble vocal Stéphane Caillat est un chœur mixte amateur fondé par Stéphane Caillat en 1954.
L'effectif de l'ensemble varie au cours de son histoire et comprend de 20 à 120 voix.
Le répertoire du chœur s'étend de la musique chorale du XVe siècle à celle du XXe siècle.
Au disque, l'ensemble obtient avec son premier enregistrement, consacré aux chansons galantes de Clément Janequin (Decca, 1956), un Grand prix de l'Académie du disque français et réalise le premier enregistrement français du Gloria de Vivaldi, notamment.
Dans le domaine de la musique contemporaine, l'Ensemble vocal Stéphane Caillat est le créateur de plusieurs œuvres, de François Bayle, André Bon, Maurice Duruflé (Quatre Motets sur des thèmes grégoriens, 1961 ; Messe « cum jubilo », 1966), Renaud Gagneux (Ave Verum Corpus, 1993), Guy Reibel et Michel Zbar, notamment.
L'ensemble cesse son activité en 2010.